# Oiselay-et-Grachaux
Oiselay-et-Grachaux is een gemeente in het Franse departement Haute-Saône (regio Bourgogne-Franche-Comté) en telt 398 inwoners (2011). De plaats maakt deel uit van het arrondissement Vesoul.

## Geografie
De oppervlakte van Oiselay-et-Grachaux bedraagt 23,2 km², de bevolkingsdichtheid is 17,2 inwoners per km².
De onderstaande kaart toont de ligging van Oiselay-et-Grachaux met de belangrijkste infrastructuur en aangrenzende gemeenten.

## Demografie
Onderstaande figuur toont het verloop van het inwonertal (bron: INSEE-tellingen).